# Štěpánka Jelínková
Štěpánka Jelínková (née le 30 août 1911, morte le 24 novembre 1996) est une chanteuse soprano lyrique tchèque.

## Biographie
Štěpánka Jelínková figure parmi les chanteuses tchèques les plus distinguées de sa génération, ayant commencé sa carrière juste avant la Seconde Guerre mondiale, et la poursuivant jusqu'aux années 1970.
Elle débuta par l'étude du piano au conservatoire de Prague, puis prit des leçons de chant auprès du célèbre baryton tchèque Hilbert Vávra.
Štěpánka Jelínková fut membre de la troupe de l'Opéra de Prague pendant plus de trente ans. Elle y interpréta plus de 90 rôles aussi bien du répertoire tchèque qu'international : Madame Butterfly de Puccini, Mimi de La Bohème, Micaela de Carmen, Tatiana d’Eugène Onéguine, Desdémone d’Otello. Ses interprétations des héroïnes de Mozart étaient également très appréciées : elle interpréta la Comtesse des Noces de Figaro plus de cent fois, Donna Elvira de Don Giovanni plus de 50 fois. De même pour l'Elettra d'Idomeneo et la Fiordiligi de Cosi fan tutte. Elle fut en outre très applaudie dans les rôles d'Elisabeth de Tannhäuser et Elsa de Lohengrin.
Štěpánka Jelínková consacra également une part importante de sa carrière au récital et à l'oratorio.

## Carrière

### Opéra
- Georges Bizet : Carmen (Micaela)
- Antonín Dvořák : Rusalka (rôle-titre)
- Leoš Janáček : Jenůfa (rôle-titre)
- Wolfgang Amadeus Mozart : Le Nozze di Figaro (La Contessa), Don Giovanni (Donna Elvira), Idomeneo (Elettra), Cosi fan tutte (Fiordiligi)
- Giacomo Puccini : La Bohème (Mimi), Madame Butterfly (Cio-Cio-San)
- Bedřich Smetana : Prodaná nevěsta (Mařenka), Dvě vdovy (en) (Karolina), Hubička (en) (Vendulka)
- Piotr Ilitch Tchaïkovski : Eugène Onéguine (Tatiana)
- Giuseppe Verdi : Otello (Desdemona)
- Richard Wagner : Tannhäuser (Elisabeth), Lohengrin (Elsa)